# Dualphasenstahl

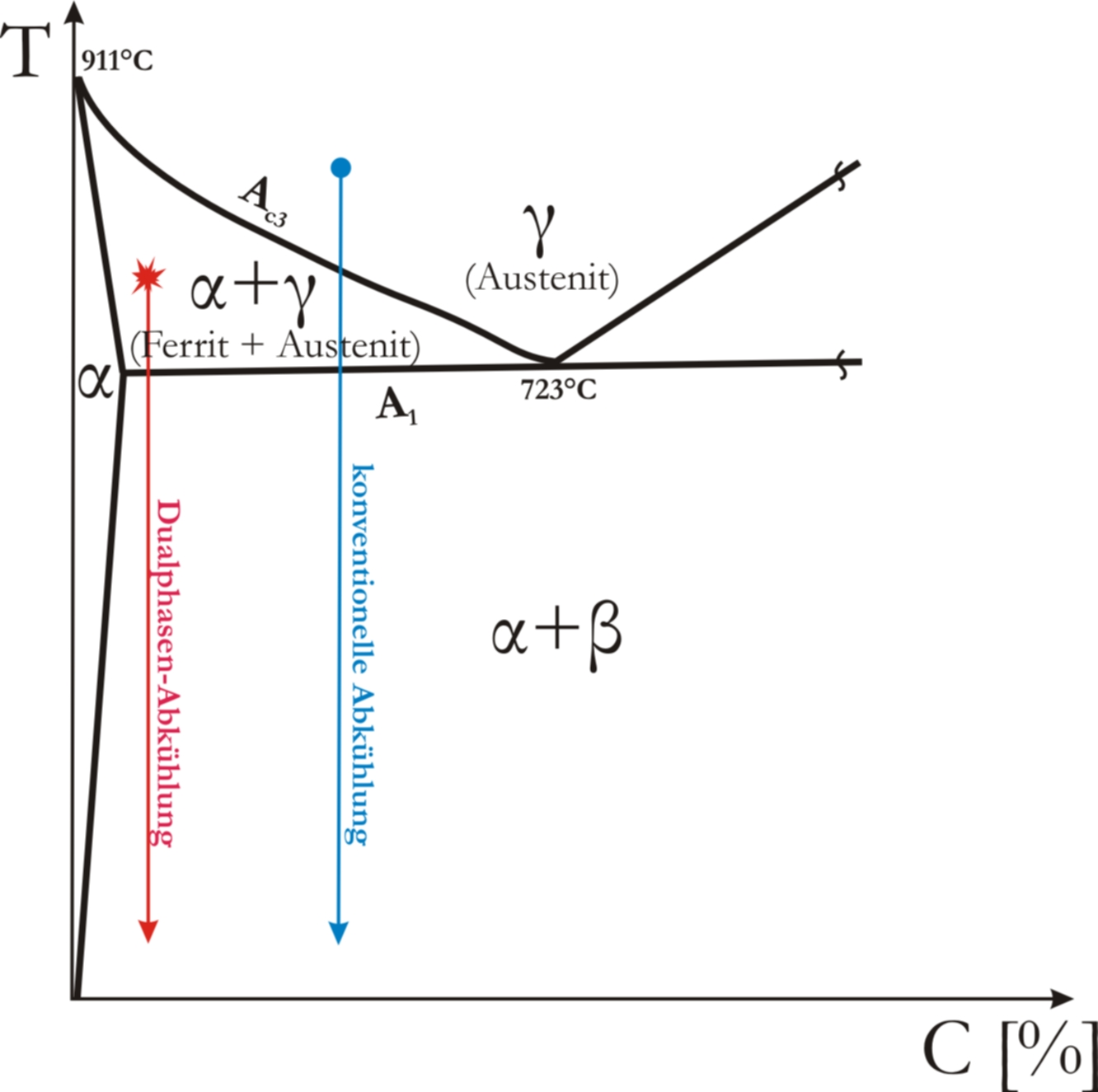
Eisen-Kohlenstoff-Diagramm mit Wärmebehandlung für Dualphasenstähle

Als DP-Stahl (Dualphasenstahl) werden alle Stähle bezeichnet, deren Gefüge aus einer ferritischen (weichen) Matrix besteht, in die eine überwiegend martensitische (festigkeitssteigernde) Zweitphase inselförmig an den Korngrenzen eingelagert ist. Der Anteil an Martensit liegt zwischen 10 und 40 %. Mit einem höheren Martensitanteil kann eine größere Zugfestigkeit erreicht werden, jedoch geht die Bruchdehnung zurück. Dieses Gefüge hat eine relativ niedrige und somit für den Umformprozess günstige Streckgrenze sowie hohe Zugfestigkeit, Dehnung und n-Wert. Diese Eigenschaften sind für komplexe Tiefziehteile von Vorteil. Außerdem hat DP-Stahl einen ausgeprägten Bake-Hardening-Effekt. Typische Anwendungsbeispiele für diese Stähle sind flache streckgezogene Profile in Autotüren, festigkeitsrelevante Trägerstrukturen und energieabsorbierende Bauteile sowie Stahlfelgen.
Die Idee zur Herstellung der Dualphasenstähle reicht in die 1970er Jahre zurück. Die industrielle Herstellung von DP-Stählen begann in den 1990er Jahren.
Zum Herstellen von DP-Stahl muss zunächst in das Zweiphasengebiet erwärmt oder abgekühlt werden. Dann wird abgewartet bis sich die gewünschten Anteile von Austenit und Ferrit eingestellt haben. Anschließend wird schnell abgekühlt, wodurch sich der Austenitanteil in Martensit umwandelt. Der Prozess kann aus der Walzhitze durch Abkühlung aus dem γ-Gebiet (in der Abbildung mit einem blauen Punkt markiert) in das Zweiphasengebiet oder durch Erwärmen von Raumtemperatur in das α+γ-Gebiet (in der Abbildung mit einem roten Stern markiert) ablaufen.
Warmgewalzte Dualphasen-Stähle eignen sich besonders für den Leichtbau von Felgen, Fahrwerksteilen, Profilen, Karosserieverstärkungen usw. Kaltgewalzte Dualphasen-Stähle sind sowohl für schwierige Strukturteile wie zum Beispiel Längs- und Querträger als auch für streckgezogene Außenteile mit besonderer Anforderung an die Beulfestigkeit (Türen, Dächer, Kofferraumdeckel) geeignet. Die Auswahl der einzusetzenden Stahlsorte für ein bestimmtes Festigkeitsniveau muss auch mit besonderem Blick auf die tatsächlich zu erwartende Umformbeanspruchung getroffen werden. Auf diese Weise können die Vorteile genutzt und die Stähle damit auch für schwierige Ziehteile eingesetzt werden.
Die Dualphasenstähle sind in der Europäischen Norm EN 10346 (früher EN 10336) genormt. Sie sind nicht mit Duplexstählen zu verwechseln, die zu gleichen Teilen aus Ferrit und Austenit bestehen.